# Superbasket (gioco)
Il superbasket è un gioco da tavolo di pallacanestro prodotto dalla Atlantic all'inizio del 1976.

## Caratteristiche
Il gioco si compone di:
- un piano in cartone riproducente il parquet, costituito dalla parte interna della confezione nel quale è riposto, realizzata in modo da aprirsi "a libro";
- due squadre da cinque giocatori ciascuna;
- due canestri
- un pallone.

I giocatori, venduti nel semplice colore della plastica di fusione, sono colorabili con smalti da modellismo. Alti circa 6 cm (scala 1/32 circa) si azionano tramite un meccanismo elastico molto semplice, che consente di lanciare la palla, che viene precedentemente apposta sulle mani del giocatore a "forma di cucchiaio". 
Siccome era molto difficile passare con precisione la palla da un giocatore all'altro, le regole del gioco prevedevano che essa si attribuisse al giocatore vicino al quale si depositava dopo il passaggio. Altrettanto complessa era la realizzazione a canestro, tuttavia i canestri erano notevolmente sovradimensionati, facilitando così le segnature.

## Storia
Scomparso dal commercio verso il 1980 (ma si trattava ormai di fondi di magazzino, essendo la produzione terminata nel 1978), il gioco non raggiunse mai vette elevate di gradimento. Successivamente non si ha notizia di sue riproposizioni in diversi tipi di confezionamento, come avvenne per il "cugino" Giocagoal, almeno in Italia.
Superbasket venne prodotto per un breve arco di tempo e in numero limitato di confezioni, inoltre il campo era costituito di semplice cartone, e perciò facilmente deperibile in brevissimo tempo. Questo ne fa un oggetto di difficile reperibilità.